# 丸八倉庫
丸八倉庫株式会社（まるはちそうこ、英: Maruhachi Warehouse Company, Limited）は、東京都江東区に本社を置く中堅物流会社。東京証券取引所スタンダード市場上場企業。

## 概要
首都圏と仙台市に倉庫を保有している。主力は物流事業で、不動産事業が第2の柱である。近年は3PLや文書保管、物流不動産の新規開拓にも取り組んでいる。

## 沿革
- 1934年（昭和9年）3月 - 資本金30万円をもって創立
- 1939年（昭和14年）10月 - 倉庫証券の発行許可
- 1963年（昭和38年）1月 - 東京証券取引所市場第二部に上場
- 1967年（昭和42年）7月 - 自動車運送取扱事業の登録許可
- 1981年（昭和56年）11月 - 東北丸八運輸株式会社（宮城県仙台市若林区）を設立
- 2000年（平成12年）4月 - 丸八クリエイト株式会社（東京都江東区）を設立

## 本社・営業所
- 本社 - 東京都江東区
- 営業所 - 高橋（江東区）、若洲（江東区）、葛西（江戸川区）、板橋（板橋区）、埼玉（所沢市・三芳町）、草加（草加市）、八街（八街市）、仙台（仙台市）

## 関係会社
- 東北丸八運輸株式会社 - 宮城県仙台市（貨物自動車運送業、倉庫業）
- 丸八クリエイト株式会社 - 東京都江東区（不動産事業）